# František Tylšar

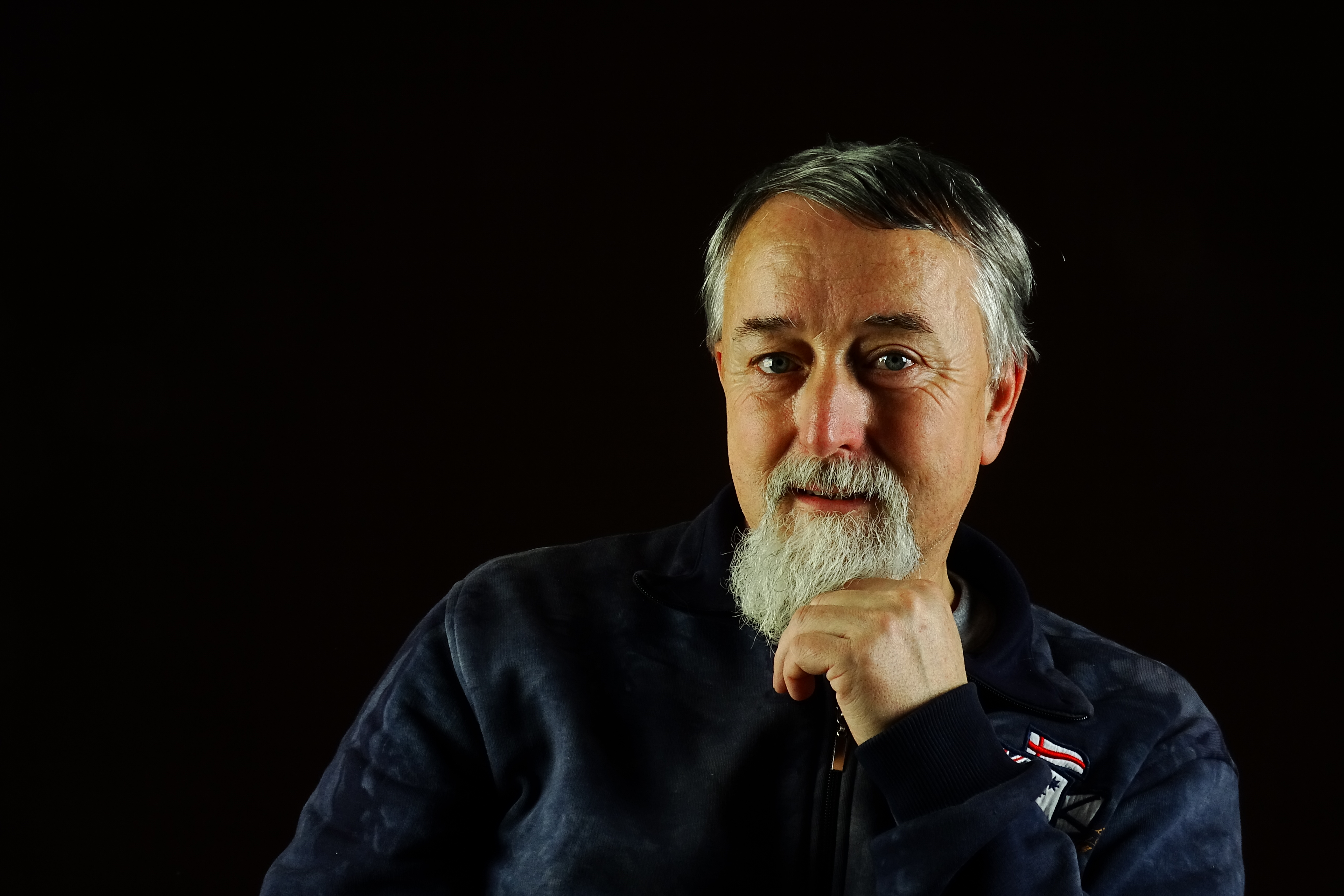
František Tylšar - spisovatel

František Tylšar (* 12. prosince 1966, Šumperk) je český básník, textař, akordeonista, lektor vzdělávání dospělých, železniční specialista, podnikatel, v současnosti zaměstnanec vlakového doprovodu Českých drah. 

## Život
Poezii se věnuje od roku 2009. Zpočátku jen krátkými verši pro pár přátel na sociální síti. Rok na to již vydal svoji první básnickou sbírku "Jahodové verše".
Je členem Obce spisovatelů. a předsedou Jihočeského klubu Obce spisovatelů. Stará se o webovou prezentaci obou spolků a řídí redakční radu klubového časopisu Literární Fórum. Od roku 2016 je vedoucím literární skupiny českého zemského svazu FISAIC (Mezinárodní federace pro kulturu a volný čas železničářů). V červenci 2024 se stal členem Českého centra mezinárodního PEN klubu.
Jako akordeonista hraje s hudebně divadelní formací Řehečské kvarteto.
Je kapitánem týmu Literáti, který se stal držitelem bodových rekordů v TV soutěži Co na to Češi, kde získali v základních kolech 720 bodů a 280 bodů ve velkém finále.
V březnu 2022 byl jmenován Pohádkovým ministrem pro hudbu a poezii České pohádkové akademie a Jihočeského pohádkového království. Od června 2024 zastává pozici vicekancléře České pohádkové akademie.
15. května 2025 obdržel na veletrhu Svět knihy Praha certifikát agentury Dobrý den Pelhřimov o zapsání českého literárního rekordu do České knihy rekordů ve znění: "V letech 2014 až 2025 vydal pan František Tylšar 20 knih s názvem Literáti na trati. Publikace představují v součtu 5778 stran v 1179 příspěvcích od autorů, kteří jsou železničáři nebo příznivci železnice. Počet stran je trojnásobkem počtu stránek klasického vydání Bible."

## Dílo
- Jahodové verše (Nová Forma 2010).
- Radost (Nová Forma 2011).
- Milování (Nová Forma 2012).
- Veršované pohádky (Nová Forma 2014).
- Od R po S aneb od rýmovaček po sonety (Nová Forma 2015).
- Veršované pohádky II (Nová Forma 2016)
- Korálky z rosy (Epika 2018)
- Záchranná brzda (Nová Forma 2020, EPIKA 2020)
- Záchranná brzda – slovenský překlad (EPIKA 2020)
- Pohádky – nepohádky (Nová Forma 2021)
- Skutečné příběhy ze železnice (Albatros media 2023)

### Spoluautor
- Tajemství píšťaly (Epika 2013)
- Ptáci z podzemí (Almanach české poezie 2013)
- Pastýři noci (Almanach české poezie 2014)
- Tekuté písky (Epika 2014)
- Na křídlech (Sborník poezie účastníků XVI. dnů poezie v Broumově, 2015)
- Sborník poezie účastníků XVII. dnů poezie v Broumově, 2016
- Sborník prací 15. ročníku literární soutěže Řehečská slepice 2016
- Papírová pavučina (Epika 2016)
- Budějovické povídky (Epika 2016)
- Sborník vítězných prací Tachovská reneta 2016
- Českobudějovické povídky (Epika 2016)
- Řezbáři stínů (Almanach české poezie 2016)
- Čti a maluj s námi – Čítaj a maluj s nami (Epika 2017, Nová Forma 2017)
- Řeka úsvitu (Almanach české poezie 2017)
- Sborník 18. dnů poezie – Našlapování v podzimním listí (Věra Kopecká 2017)
- Noc plná žen (Almanach české poezie 2018)
- Jasná setkání / Klare Begenungen, Česko – Německá antologie poezie (Dauphin 2018)
- Na železnici dějí se věci (Břetislav Buchta, František Tylšar/ Epika 2018)
- Sborník 19. dnů poezie – Barevná archa slov (Věra Kopecká 2018)
- Pohádky z jihu – sborník pohádek JčKOS (Epika 2018)
- Delty domovů – (Almanach české poezie 2019)
- Sborník 20. dnů poezie – Na křídlech slov (Věra Kopecká 2019)
- Pegas nad Broumovem – Česko-polská antologie poezie účastníků dnů poezie v Broumově 2010 - 2019 (Věra Kopecká 2019)
- Pod potemnělou oblohou – Sborník veršů účastníků XXI. Dnů poezie v Broumově (Věra Kopecká 2020)
- Stromy průvodci našich cest – Almanach z tvůrčích dílen 19. A 20. Dnů poezie (Věra Kopecká 2020)
- Dekameron 2020 – Mezinárodní projekt Obce spisovatelů ČR na podporu těch, kteří stáli v přední linii boje proti COVID 19
- Cesta k hoře úsvitu – (Almanach české poezie 2020)
- 7+7 – (Epika 2021) – 14 povídek českých a slovenských autorů
- Ohlédni se, nezkameníš - (Almanach české poezie 2021)
- CESTY – Antologie o cestách účastníků XXII Dnů poezie v Broumově (Věra Kopecká 2021)
- Světlo a stíny podzim – Sborník XXII Dnů poezie v Broumově (Věra Kopecká 2021)
- EPIGRAM 2021 – (Syndikát novinářů Vysočina 2021)
- Návraty – Povídkový sborník Východočeského klubu Obce spisovatelů (Epika 2021)
- Ponad čas – Slovensko-český povídkový sborník (Knižnica Juraja Fándlyho Trnava 2022)
- Chléb pouště – Sborník české poezie 2022 (Vladimír Stibor a kolektiv)
- Řeky života – Antologie účastníků XXIII. Dnů poezie v Broumově 2022
- Vyznání Jižním Čechám - Kolektiv autorů JčKOS (Epika 2023)
- 100 povídek - Sbírka k 10 letům nakladatelství E-knihy jedou (E-kniha, 2023)
- Sonáta souznění - Česko-Slovenská sbírka poezie (Epika, 2023)
- Hašek s námi, Hašek v nás - Povídkový sborník k výročí úmrtí Jaroslava Haška, výběr z prací autorské soutěže Syndikátu novinářů Vysočina (Talent pro Art s.r.o. Praha, 2023)
- Světlo a stín - Sborník XXIV Dnů poezie v Broumově (Věra Kpecká, 2023)
- NA BŘEHU NOVÉHO DNE – Antologie XXV. Mezinárodních dnů poezie v Broumově (Věra Kopecká 2024)
- POZDRAVY TOULAVÝCH BOT (sborník cestopisů JčKOS – EPIKA 2024)
- Rozepnuté vášně (nakladatelství Tomáš Nosek, 2024)

### Vlastní knižní projekty
- Literáti na trati (Antologie píšících železničářů, EPIKA 2014)
- Literáti na trati II (Antologie píšících železničářů, EPIKA 2015)
- Literáti na trati III (Antologie píšících železničářů, EPIKA 2016)
- Literáti na trati IV (Antologie píšících železničářů, EPIKA 2017)
- Literáti na trati V aneb Próza mezi staničníky (Antologie píšících železničářů, EPIKA 2018)
- Literáti na trati V aneb Poezie mezi staničníky (Antologie píšících železničářů, EPIKA 2018)
- Literáti na trati VI aneb Vlak plný prózy (Antologie píšících železničářů, EPIKA 2019)
- Literáti na trati VI aneb Vlak plný poezie (Antologie píšících železničářů, EPIKA 2019)
- Literáti na trati VII aneb Próza ve znamení okřídlených kol (Antologie píšících železničářů, EPIKA 2020)
- Literáti na trati VII aneb Poezie ve znamení okřídlených kol (Antologie píšících železničářů, EPIKA 2020)
- Literáti na trati VIII aneb Příběhy vlakových cest (Antologie píšících železničářů, EPIKA 2021)
- Literáti na trati VIII aneb Poezie vlakových cest (Antologie píšících železničářů, EPIKA 2021)
- Literáti na trati IX aneb Příběhy grafikonu (Antologie píšících železničářů, EPIKA 2022)
- Literáti na trati IX aneb Poezie grafikonu (Antologie píšících železničářů, EPIKA 2022)
- Literáti na trati X aneb Příběhy železné dráhy (Antologie píšících železničářů, EPIKA 2023)
- Literáti na trati X aneb Poezie železné dráhy (Antologie píšících železničářů, EPIKA 2023)
- Literáti na trati XI aneb Příběhy s vůní dálek (Antologie píšících železničářů, EPIKA 2024)
- Literáti na trati XI aneb Poezie s vůní dálek (Antologie píšících železničářů, EPIKA 2024)
- Literáti na trati XII aneb Příběhy kolejí (Antologie píšících železničářů, EPIKA 2025)
- Literáti na trati XII aneb Poezie kolejí (Antologie píšících železničářů, EPIKA 2025)
- POEZIE 2023 – aneb Řeky slov (Sborník české a světové poezie, EPIKA 2023)
- POEZIE 2024 – aneb Vesmír slov (Sborník české a světové poezie, EPIKA 2024)
- POEZIE 2025 – aneb Krajinou slov (Sborník české a světové poezie, EPIKA 2025)

### Elektronické knihy
- Korálky z rosy (Martin Koláček - E-knihy jedou 2019)
- Veršované pohádky (Martin Koláček - E-knihy jedou 2019)
- Veršované pohádky 2 (Martin Koláček - E-knihy jedou 2020)
- Milování (Martin Koláček - E-knihy jedou 2020)
- Záchranná brzda (Martin Koláček - E-knihy jedou 2021)
- Pohádky – nepohádky (Martin Koláček - E-knihy jedou 2021)